# Диамант (ракета-носитель)
Диамант (фр. Diamant) — первая французская ракета-носитель и первая космическая ракета, которая была сконструирована не в СССР или в США.
Диамант был разработан на базе военной программы Pierres précieuses (драгоценные камни), за основу были взяты французские ракеты: Агат (фр. Agathe), Топаз (фр. Topaze), Изумруд (фр. Emeraude), Рубин (фр. Rubis) и Сапфир (фр. Saphir):
- Ракета Агат — двухступенчатая ракета, в качестве первой ступени которой использовалась ракета Топаз. На её базе была создана ракета Рубин.
- Ракета Топаз использовалась в качестве второй ступени (в модификации B-P4 она была заменена на ракету Рита 1 (фр. Rita 1)).
- Ракета Изумруд использовалась в качестве первой ступени (в модификациях B и B-P4 она была заменена на более мощную ракету Аметист (фр. Amethyste).
- Ракета Рубин двухступенчатая ракета, предназначалась для отработки сброса головного обтекателя, разделения ступеней. На её основе была создана третья ступень P.6.
- Ракета Сапфир представляла собой промежуточный вариант состоящей из ракет Изумруд и Топаз, и предназначалась для отработки разделения первой и второй ступени.

Всего между 1965 и 1975 гг. было произведено 12 запусков ракет семейства Диамант, 9 из них были полностью успешными, 1 частично успешным и только 2 неудачными. Наиболее известным является запуск первого французского искусственного спутника Астерикс 26 ноября 1965 г. Вопреки успеху, Франция свернула программу национальной ракеты в 1975 г., чтобы сосредоточить свои силы на общеевропейской ракете Ариан.
Существуют следующие версии ракеты Диамант — это A, B и B-P4. Все они трёхступенчатые и могут выводить полезную нагрузку массой до 150 кг на орбиту высотой 200 км.

## Список запусков
| Дата              | Версия      | Стартовая площадка | Полезная нагрузка | Примечания                           |
| ----------------- | ----------- | ------------------ | ----------------- | ------------------------------------ |
| 26 ноября, 1965   | Диамант A   | Хаммагир           | Астерикс          |                                      |
| 17 февраля, 1966  | Диамант A   | Хаммагир           | Diapason          |                                      |
| 8 февраля, 1967   | Диамант A   | Хаммагир           | Diadème 1         | частично удачный, нерасчётная орбита |
| 15 февраля, 1967  | Диамант A   | Хаммагир           | Diadème 2         |                                      |
| 10 марта, 1970    | Диамант B   | Куру               | Mika/Wika         |                                      |
| 12 декабря, 1970  | Диамант B   | Куру               | Péole             |                                      |
| 15 апреля, 1971   | Диамант B   | Куру               | Tournesol         |                                      |
| 6 декабря, 1971   | Диамант B   | Куру               | Polaire           | неудачный                            |
| 21 мая, 1972      | Диамант B   | Куру               | Castor/Pollux     | неудачный                            |
| 6 февраля, 1975   | Диамант BP4 | Куру               | Starlette         |                                      |
| 17 мая, 1975      | Диамант BP4 | Куру               | Castor/Pollux     |                                      |
| 27 сентября, 1975 | Диамант BP4 | Куру               | Aura              |                                      |